# Ильинское (Зеленодольский район)
Ильи́нское (мар. Ошланде́р) — село в Зеленодольском районе Республики Татарстан Российской Федерации. Входит в Айшинское сельское поселение.

## География
Село расположено на берегах Ильинского озера и вытекающей из него реки Сумка в 2,5 км к северо-востоку от села Айша, в 10 км от центра Зеленодольска и в 30 км к северо-западу от центра Казани.
Село ограничено Сумкой на западе, озером на севере и лесным массивом на востоке. 
В 1,5 км к юго-востоку от села находится  памятник природы Ильинская балка.

## История
Село было образовано марийцами и входило в состав Большепаратской сотни. Марийское название села — Ошландер. По информации Износкова И. А. марийцы впоследствии отатарились.
В 1827 году в селе сооружён храм во имя пророка Илии, и село получило название Ильинское.
В начале XVII века село входило в состав Большепаратской волости. Во второй половине XIX века были проведены перемены в волостном управлении, и Ильинское стало центром волости.

## Инфраструктура
Основа экономики — сельское хозяйство.

## Транспорт
На юге в нескольких сотнях метров от села проходит автодорога А295 «Казань (М7) — Йошкар-Ола».